# Lanterna Davy

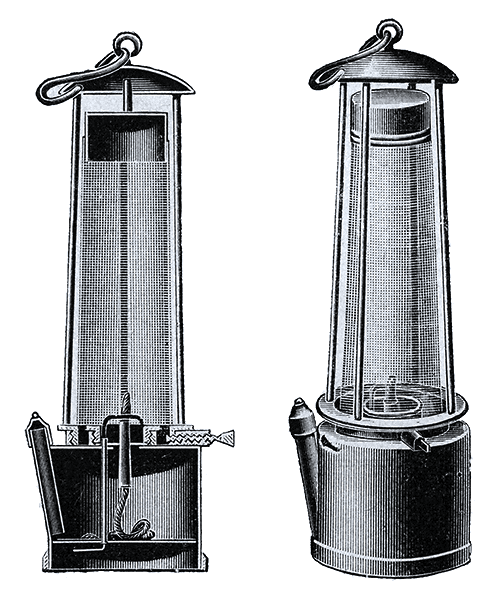
A lâmpada Davy

A lanterna ou lâmpada Davy é uma lanterna de segurança inventada pelo químico inglês Humphry Davy para evitar as explosões causadas pela ignição do metano em minas de carvão.
Apresentada à Real Sociedade de Londres em 1815, a lanterna ou candeeiro de petróleo tem a chama protegida por uma fina tela metálica, que impede que a chama se propague.
Uma versão moderna desta lanterna é usada para o transporte da Chama Olímpica.

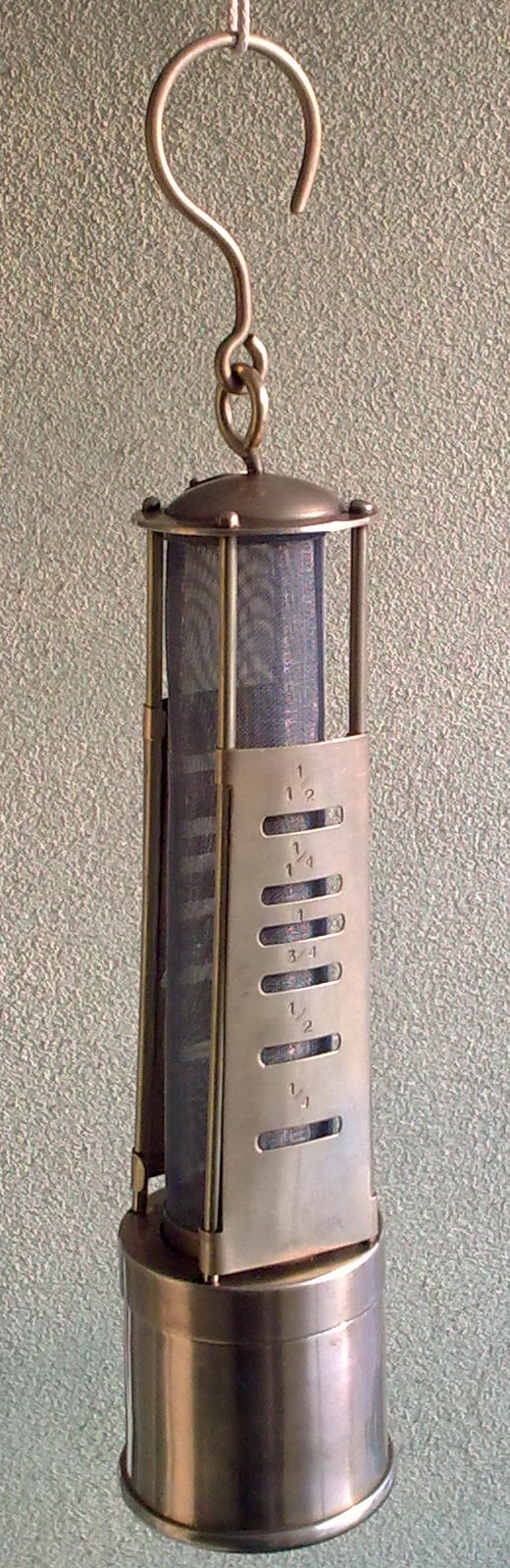
Um tipo de lâmpada Davy com aberturas para medir a altura da chama

## História
A invenção de Davy foi precedida pela de William Reid Clanny, um médico irlandês em Bishopwearmouth. A lâmpada de segurança mais pesada do Clanny foi testada com sucesso em Herrington Mill, e ele ganhou medalhas, do Royal Society of Arts.
Apesar de sua falta de conhecimento científico, o engenheiro George Stephenson inventou uma lâmpada na qual o ar entrava por pequenos orifícios, através dos quais as chamas da lâmpada não podiam passar. Um mês antes de Davy apresentar seu projeto à Royal Society, Stephenson demonstrou sua própria lâmpada para duas testemunhas, retirando-a em uma mina em Killingworth Colliery e segurando-a na frente de uma fissura da qual saíam um gás inflamável encontrado em minas de carvão.
O primeiro teste de uma lâmpada Davy com uma peneira de arame foi em minas de Hebburn Colliery em 9 de janeiro de 1816. Uma carta de Davy (que ele pretendia manter em sigilo) descrevendo suas descobertas e várias sugestões para uma lâmpada de segurança foi tornada pública em uma reunião em Newcastle em 3 de novembro de 1815, e um artigo descrevendo a lâmpada foi formalmente apresentado em uma reunião da Royal Society em Londres em 9 de novembro. Por isso, Davy foi premiado com a Medalha Rumford da Sociedade. A lâmpada de Davy era diferente da de Stephenson porque a chama era cercada por uma tela de gaze, enquanto o protótipo de lâmpada de Stephenson tinha uma placa perfurada contida em um cilindro de vidro (um design mencionado no artigo da Royal Society de Davy como alternativa à sua solução preferida). Por sua invenção, Davy recebeu £ 2 000 em prata, enquanto Stephenson foi acusado de roubar a ideia de Davy, porque a 'lâmpada Geordie' totalmente desenvolvida não foi demonstrada por Stephenson até Davy ter apresentado seu artigo na Royal Society, e (foi sustentado) as versões anteriores não eram realmente seguras.
Um comitê local de investigação reunido em apoio a Stephenson o inocentou, mostrando que ele estava trabalhando separadamente para criar a lâmpada Geordie, e levantou uma premio para ele de £ 1 000. Davy e seus apoiadores se recusaram a aceitar suas descobertas e não viam como um homem inculto como Stephenson poderia chegar à solução que tinha. O próprio Stephenson admitiu livremente que havia chegado a uma solução prática com base em um teoria errônea. Em 1833, um comitê da Câmara dos Comuns concluiu que Stephenson tinha igual direito de ter inventado a lâmpada de segurança. Davy foi para o túmulo alegando que Stephenson havia roubado sua ideia. A lâmpada Stephenson foi usada quase exclusivamente no nordeste da Inglaterra, enquanto a lâmpada Davy foi usada em todos os outros lugares. A experiência deu a Stephenson uma desconfiança vitalícia em relação aos especialistas teóricos e científicos baseados em Londres.

## Design e teoria
A lâmpada consiste em uma lâmpada de pavio com a chama dentro de uma tela de malha. A tela atua como um supressor de chamas; o ar (e qualquer gas presente) pode passar pela malha livremente o suficiente para suportar a combustão, mas os orifícios são muito finos para permitir que uma chama se propague por eles e acenda qualquer gas fora da malha. Originalmente, queimava um óleo vegetal pesado.
A lâmpada também serve de teste para a presença de gases. Se misturas de gases inflamáveis estavam presentes, a chama da lâmpada Davy queimava mais alto com um tom azul. As lâmpadas foram equipadas com um medidor de metal para medir a altura da chama. Os mineiros podem colocar a lâmpada de segurança perto do solo para detectar gases, como o dióxido de carbono, que são mais densos que o ar e, portanto, podem se acumular nas depressões da mina; se o ar da mina for pobre em oxigênio, a chama da lâmpada se apaga. A chama de metano-ar é extinta com cerca de 17% de conteúdo de oxigênio (que ainda suporta vida humana), isso serve como uma indicação precoce de uma atmosfera é insalubre, permitindo que os mineiros saíssem antes de morrerem asfixiados.

## Sucessores
Um equivalente moderno da lâmpada Davy foi usado nos revezamentos da tocha de chama olímpica. Foi usado nos revezamentos dos Jogos Olímpicos da Juventude de Sydney, Atenas, Torino, Pequim, Vancouver e Cingapura. Também foi usado para as Olimpíadas Especiais de Xangai, jogos da Pan-americana e da África Central e para o revezamento dos Jogos Olímpicos de Londres 2012.